# Inga yacoana
Inga yacoana är en ärtväxtart som beskrevs av James Francis Macbride. Inga yacoana ingår i släktet Inga och familjen ärtväxter. Inga underarter finns listade i Catalogue of Life.